# Celeste Liddle
Celeste Liddle es una feminista, sindicalista y escritora australiana. Ha escrito opiniones y comentarios para distintas publicaciones de medios y antologías.

## Carrera
Liddle ha sido columnista habitual de Eureka Street desde 2017. También ha sido columnista y escritora destacada de Daily Life, The Saturday Paper y The Guardian.
Es una activista y ambientalista que trabaja en la Organizadora Nacional de Aborígenes e Isleños del Estrecho de Torres para la Unión Nacional de Educación Terciaria (NTEU). Fue fundamental para garantizar que la NTEU apoyara abiertamente la campaña para aumentar la edad de la responsabilidad penal en Australia.
Además de escribir opiniones, ha sido publicada en una serie de antologías que incluyen Growing Up Aboriginal In Australia de Black Inc, "Mothers and Others" de Pan McMillan y "Better than Sex" de Hardie Grant. En 2017, fue incluida en el cuadro de honor victoriano de mujeres.
También ha participado en varios eventos literarios importantes, como el Festival All About Women, el Festival de Escritores de Melbourne, el Festival Antidote y el Festival de Escritores de Bendigo.